# Nero (Cognomen)
Nero war ein Beiname (Cognomen) im antiken Rom, der bei den Claudiern gebräuchlich war. Laut Sueton (Tiberius 1, 2) stammte er aus dem Sabinischen und bedeutete „stark“ und „tatkräftig“ (fortis ac strenuus); der Name könnte aber auch etruskischer Herkunft sein. Bekannteste Träger des Beinamens waren die claudischen Kaiser bzw. Heerführer.
Spätestens seit der Kaiserzeit ist Nero auch als Praenomen belegt. Drusus und Kaiser Nero dürften zu den bekanntesten Trägern dieses Vornamens zählen.

## Namensträger
- Gaius Claudius Nero, römischer Politiker, Konsul 207 v. Chr.
- Nero Claudius Caesar Augustus Germanicus, genannt Nero
- Nero Claudius Drusus, genannt Drusus
- Nero Claudius Germanicus, genannt Germanicus
- Nero Iulius Caesar Germanicus, genannt Nero Caesar
- Tiberius Claudius Nero, genannt Tiberius
- Tiberius Claudius Nero (Konsul 202 v. Chr.), römischer Konsul 202 v. Chr.
- Tiberius Claudius Nero (Legat), Legat des Pompeius im Seeräuberkrieg 67 v. Chr.
- Tiberius Claudius Nero (Prätor 42 v. Chr.), römischer Prätor, Vater des Kaisers Tiberius
- Tiberius Claudius Nero Germanicus, genannt Claudius